# Dorfromantik (настільна гра)
Dorfromantik (укр. Дорфромантік — Фермерські Пригоди) — настільна гра, створена Майклом Пальмом та Лукою Закком, випущена у 2022 році компанією Pegasus Spiele. Вона отримала нагороду Spiel des Jahres у 2023 році. Це адаптація однойменної відеогри, випущеної у 2022 році компанією Toukana Interactive. В Україні гра локалізована видавництвом Ігрова майстерня.

## Опис
Dorfromantik — це кооперативна гра з розміщенням тайлів.
У грі є два типи тайлів: Пейзажні тайли (6 видів: вода, залізниця, ліс, міста, поля та луки) та Тайли Завдань, які приносять очки, коли виконуються вказані на них умови (наприклад, тайл Завдання «Поле 4» повинен знаходитися на полі розміром 4 для успішного завершення).
Гра завершується, коли закінчуються доступні тайли. Мета гри — набрати якомога більше очок.
Гра має кампанію, яка включає конверти, що відкривають нові елементи гри (нові тайли, нові карти, спеціальні фішки) під час кожної нової партії.

## Нагороди
| Рік  | Церемонія          | Категорія                               | Статус     | Посилання |
| ---- | ------------------ | --------------------------------------- | ---------- | --------- |
| 2022 | Golden Geek Awards | Легка гра року та Кооперативна гра року | Номіновано |           |
| 2023 | Spiel des Jahres   | Гра року                                | Переможець | [ 4 ]     |